# Кадировці
Кади́ровці або кади́рівці (рос. Кадыровцы, дос. «прихильники Кадирова») — назва членів парамілітарних підрозділів, які підтримували колишнього президента Чечні Ахмата Кадирова. Згодом так стали називати людей, що виконують функції особистої охорони (гвардії) президента Чечні Рамзана Кадирова. Як 141-й спеціальний моторизований полк «Ахмат», кадировці входять до складу військ Нацгвардії РФ.

## Історія
У 2006 році під патронатом Рамзана Кадирова створили батальйони «Північ» та «Південь». Кожен із батальйонів складався з трьох патрульних рот, розвідувальної роти, а також підрозділів (взводів) забезпечення: медичного, зв'язку, матеріально-технічного. Загальна чисельність обох військових частин становила понад 1200 осіб. Батальйони комплектували виключно військовослужбовцями, які проходять військову службу за контрактом.

### Кадировці в Україні
26 травня 2014 року загін кадировців чисельністю 26 бійців взяв участь у першому бою за Донецький аеропорт.
В 2022 році кадировці беруть участь у російському вторгненні в Україну.
Підрозділи кадировців відрізняються масовою пропагандою своїх дій, показними відео тощо, які поширює сам Рамзан Кадиров. Через це загони кадировців отримали іронічно-зневажливе прізвисько «тікток-війська».
27 лютого 2022 року групу кадировців частково знищили, частково — узяли в полон у Гостомелі.
6 червня 2022 року артилерійський підрозділ 53 омбр в районі населеного пункту Спартак знищив будівлю зі значною кількістю особового складу кадировського загону «Ахмат».
Наприкінці липня 2022 року в мережі поширилося відео із жорстоким катуванням українського військовослужбовця, участь в якому бере бойовик «Ахмату», раніше, у червні, показаний в пропагандистському сюжеті «РИА Новости» про захоплення Сєвєродонецька. Він ідентифікований як житель Елісти (Калмикія) Віталій Арошанов.
24 жовтня 2022 року українські військові завдали артилерійського удару по місцю дислокації елітного «нафтополку» кадировців у селі Каїри Херсонської області. За оцінками, внаслідок удару загинуло від 30 до 60 бойовиків, десятки зазнали поранень. Через декілька днів Рамзан Кадиров визнав загибель 23 та поранення 58 своїх бійців.
В серпні 2024 року СБУ взяло в полон понад 100 російських військових у Курській області, серед них були вояки кадировського підрозділу «Ахмат».

## Втрати
З відкритих джерел відомо про деякі втрати кадировців:
15 травня 2022 року ГУР МОУ оприлюднило список бойовиків із Чеченської республіки, що брали участь у вторгненні в Україну. З 2425 найманців 92 загинули та 287 зазнали поранень.
Журналісти видання «Кавказ. Реалии» станом на 27 січня 2023 року за допомогою інформації із відкритих джерел встановили імена 177 жителів Чечні, загиблих в ході повномасштабного вторгнення в Україну.